# Stoxos
Stoxos (grekiska: Στόχος) är en grekisk veckotidning, publicerad första gången 1985. Tidningen grundades av Georgios Kapsalis och är starkt konservativ.